# Zamora (Falcón)
Zamora is een gemeente in de Venezolaanse staat Falcón. De gemeente telt 34.000 inwoners. De hoofdplaats is Puerto Cumarebo.